# Мадагаскарські сухі листяні ліси
Мадагаскарські сухі листяні ліси (ідентифікатор WWF: AT0202) — афротропічний екорегіон тропічних та субтропічних сухих широколистяних лісів, розташований на заході та півночі Мадагаскару.

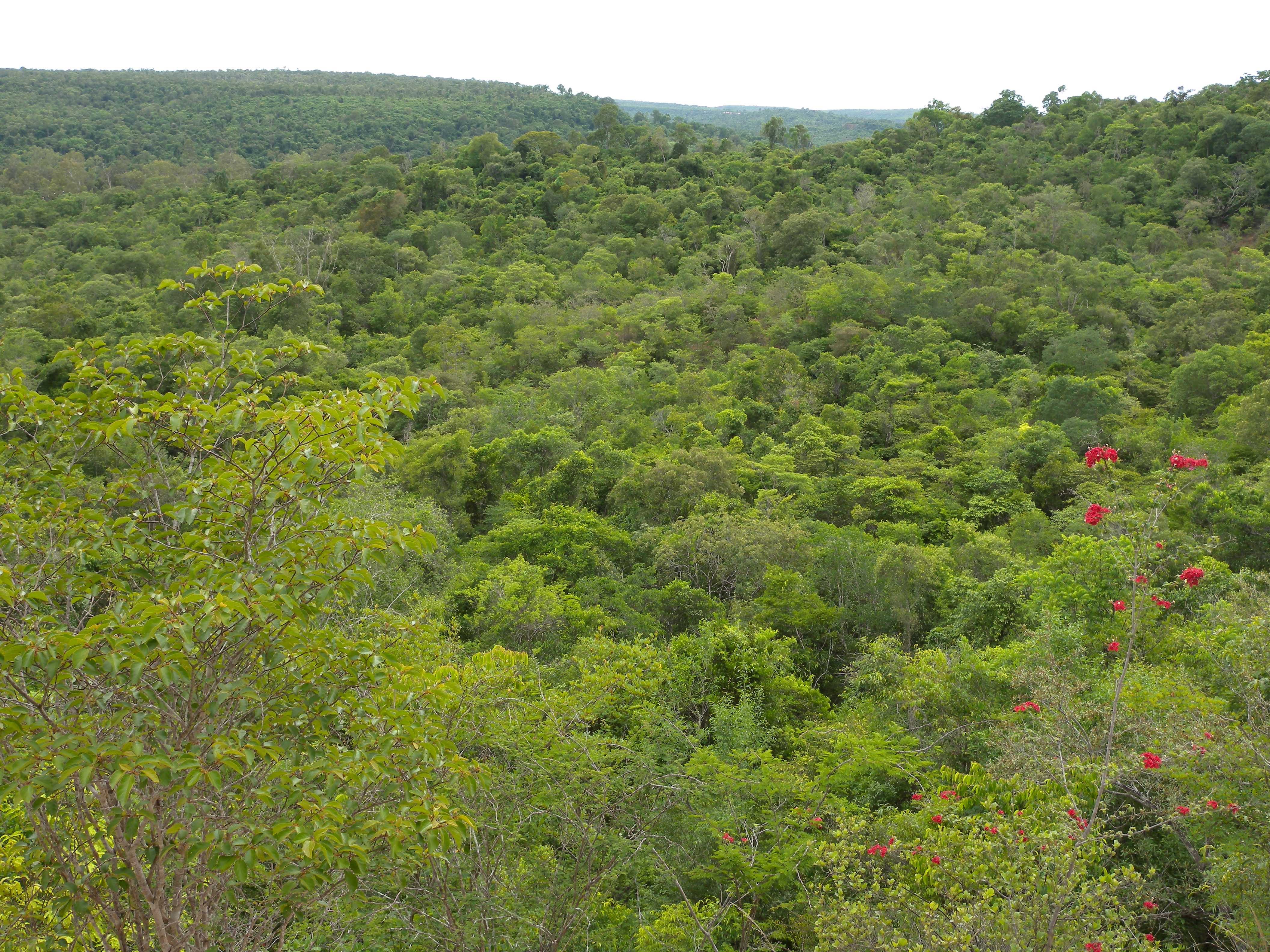
Сухі листяні ліси у Національному парку Національний парк Анкарафанціка

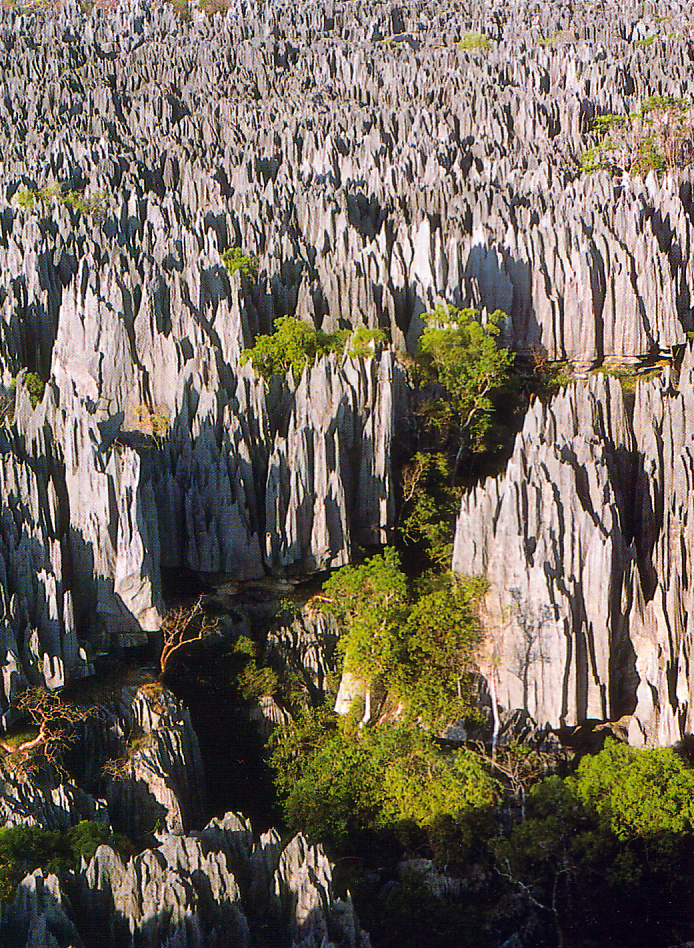
Ландшафт Цінгі-де-Бемараха

## Географія
Екорегіон мадагаскарських сухих листяних лісів охоплює два окремі субрегіони, розташовані на острові Мадагаскар. Більший субрегіон охоплює захід та північний захід острова, простягаючись від півострова Ампасідава на півночі до гирла річки Маніа на півдні, через територію регіонів Суфії, Буені та Мелакі, захід Бецібуки та схід Менабе. Менший субрегіон охоплює крайню північ острова Мадагаскар, за винятком високогір'їв вулканічного масиву Монтань-д'Амбр, розташованих на висоті понад 1000 м над рівнем моря. На південному заході Мадагаскару сухі ліси регіону переходять у мадагаскарські сукулентні рідколісся, а у високогір'ях в центральній частині острова, на висоті понад 600 м над рівнем моря, — у мадагаскарські помірно вологі ліси. Останній екорегіон також охоплює регіон Самбірано, що лежить на північному заході Малагаскару, розділяючи дві частини екорегіону мадагаскарських сухих листяних лісів.
Геологічна структура екорегіону є досить складною. Вона включає докембрійські породи фундаменту, неконсолідовані піски, а також мезозойські та третинні вапняки. У вапнякових масивах Анкарана, Наморока та Бемараха спостерігаються вражаючі карстові форми рельєфу, відомі як цінгі. Загалом рельєф регіону переважно представлений прибережними рівнинами та вапняковими плато, що поступово спускаються до Мозамбіцької протоки.

## Клімат
В межах екорегіону домінує тропічний саванний клімат (Aw за класифікацією кліматів Кеппена). Середня максимальна температура коливається від 30 °C до 33 °C, а середня мінімальна температура — від 8 °C до 21 °C. Територія екорегіону лежить у дощовій тіні Мадагаскарського нагір'я, який блокує надходження вологих повітряних мас з Індійського океану, внаслідок чого клімат регіону характеризується тривалим, вираженим сухим сезоном. Середньорічна кількість опадів в екорегіоні коливається від 1500 мм на півночі до приблизно 1000 мм на півдні. Більшість опадів випадає в період з жовтня по квітень.

## Флора
Рослинний покрив екорегіону представлений мозаїкою сухих листяних лісів, деградованих вторинних лісів та луків. Вважається, що до колонізації Мадагаскару людьми близько 2000 років тому більша частина екорегіону була вкрита сухими листяними лісами. Вторинні луки утворилися внаслідок частих пожеж, спричинених людьми, які практикували підсічно-вогневе землеробство. Вони схожі на вторинні луки Центрального нагір'я і також вирізняються дуже низьким флористичним та фауністичним різноманіттям. На вторинних луках переважають чужорідні види рослин, що утворюють практично безплідний ландшафт. Натомість невеликі ділянки непорушених сухих листяних лісів Західного Мадагаскару вирізняються високим фауністичним і флористичним різноманіттям та рівнем ендемізму.
В сухих лісах екорегіону переважають листопадні породи дерев, які втрачають листя протягом тривалого сухого зимового сезону (з травня по жовтень), таким чином обмежуючи випаровування. Різні типи ґрунтів, пов'язані з різними геологічними субстратами, відображаються у структурних і таксономічних відмінностях лісів регіону. Так, найбільш пишні ліси, лісовий намет в яких розташований на висоті 10-15 м над землею, ростуть на багатих ґрунтах, в лісах, що ростуть на піщаних ґрунтах, лісовий намет розташований на висоті 10-12 м над землею, а ліси, що ростуть серед вапнякових скель, найбільш низькорослі.
Дерева, що складають основу сухих лісів регіону, переважно належать до родин Бобові (Fabaceae), Біньйонієві (Bignoniaceae), Молочаєві (Euphorbiaceae), Сапіндові (Sapindaceae) та Фісташкові (Anacardiaceae). У чагарниковому ярусі переважають чагарники з родин Бобові (Fabaceae) та Маренові (Rubiaceae), а також різноманітні ліани з родини Ластівневі (Asclepiadoideae). Трав'янистий ярус дуже розріджений, хоча у деяких лісах землю вкриває килим з орхідей еулофій (Eulophia spp.). Серед характерних представників лісової флори регіону слід відзначити вогняне дерево (Delonix regia) та кілька видів баобабів (Adansonia spp.), зокрема ендемічні мадагаскарські баобаби (Adansonia madagascariensis) та баобаби Суареса (Adansonia suarezensis). У лісах, що ростуть на сухих вапнякових ґрунтах на заході регіону ростуть характерні сукулентні товстоноги (Pachypodium spp.). 
Одні з найбільш збережених масивів сухих листяних лісів зустрічаються серед вапнякових карстових скель цінгі. В лісах, що ростуть серед цінгі в регіоні Анкарана, домінують мадагаскарські баобаби (Adansonia madagascariensis), різні види дальбергій (Dalbergia spp.), кассій (Cassia spp.) та фікусів (Ficus spp.). Чагарниковий ярус в них різноманітний та добре розвинений, натомість епіфітів трапляється мало. Масиви цінгі є чудовим середовищем існування для різних видів сукулентних рослин, адаптованих до посушливих умов. Серед ендемічних сукулентів, що зустрічаються в Анкарані, слід відзначити товстоніг Декара (Pachypodium decaryi) та кілька видів молочаїв, зокрема анкаранський молочай (Euphorbia ankarensis), товстоногий молочай (Euphorbia pachypodioides) та північний молочай Умбера (Euphorbia neohumbertii).
Хоча видове різноманіття флори екорегіону є нижчим, ніж у вологих тропічних лісах Східного Мадагаскару, рівень ендемізму в сухих листяних лісах є вищим. Багато ендемічних видів рослин мають незвичний вигляд, що є результатом пристосування до сухого, спекотного клімату. У той час, як сукуленти зустрічаються в усіх посушливих екорегіонах Мадагаскару, сукулентні види, що ростуть в сухих листяних лісах, відрізняються від видів, поширених в сукулентних рідколіссях та колючих хащах на півдні острова. У сухих листяних лісах росте мало листяних сукулентів, проте часто зустрічаються баобаби (Adansonia spp.), моринги (Moringa spp.), товстоноги (Pachypodium spp.), аденії (Adenia spp.) та інші каудексоформні види, які накопичують воду у своїх товстих пляшкоподібних стовбурах. Інша адаптація проти зневоднення спостерігається у чотиривильчастих плоскорогів (Platycerium quadridichotomum): ці рослини мають здатність повністю висихати, а потім відновлюватися після дощу. Пляшкоподібні ліани аденії (Adenia spp.) та деякі види бегоній (Begonia spp.) реагують на посуху втратою більшості своїх надземних частин, тоді як деякі види бамбуків повністю втрачають листя під час сухого сезону.

## Фауна
Фауна екорегіону вирізняється високим різноманіттям та рівнем ендемізму. Подібно до інших екорегіонів сухих широколистяних лісів, ліси північно-західного Мадагаскару характеризуються високою щільністю біомаси ссавців. Тут зустрічаються численні лемури, характерні для фауни Мадагаскару, зокрема товстохвості лемури (Cheirogaleus medius), дванадцять ендемічних видів лепілемурів (Lepilemur) та сім ендемічних видів мишачих лемурів (Microcebus). Серед ендемічних та майже ендемічних ссавців, поширених в екорегіоні, слід відзначити золотоголового сіфаку (Propithecus tattersalli), сіфаку Пер'є (Propithecus perrieri), мангустового лемура (Eulemur mongoz), золотисто-бурого мишачого лемура (Microcebus ravelobensis), північного рудого мишачого лемура (Microcebus tavaratra), карликового мишачого лемура (Microcebus myoxinus), лемура Едвардса (Lepilemur edwardsi), лемура Санфорда (Eulemur sanfordi), західну мальгашомишу (Nesomys lambertoni) та велику великоногу мишу (Macrotarsomys ingens). Різні види лемурів, особливо бурі лемури (Eulemur fulvus), можуть мати вирішальне значення у відновленні лісів, оскільки вони є одними з небагатьох розповсюджувачів насіння різних видів рослин у цих лісах.
Сухі листяні ліси є основним середовищем проживання для фосс (Cryptoprocta ferox), найбільших хижаків острова, та ендемічних західних фаналук (Eupleres major). Серед інших ссавців, поширених в екорегіоні, слід відзначити звичайного тенрека (Tenrec ecaudatus), великого їжакового тенрека (Setifer setosus) та майже ендемічного дрібного тенречка (Microgale gracilis).
В межах екорегіону зустрічається 131 вид птахів, багато з яких пов'язані з річками регіону, найбільшими з яких є Манамболу, Бецібука та Махаджамба, а також з озерами та іншими водно-болотними угіддями. До таких видів належать мадагаскарські чирянки (Anas bernieri), мадагаскарські орлани (Icthyophaga vociferoides), мадагаскарські чаплі (Ardea humbloti), чубаті ібіси (Lophotibis cristata), мадагаскарські пірникози (Tachybaptus pelzelnii), мадагаскарські якани (Actophilornis albinucha) та мадагаскарські багновики (Zapornia olivieri). Ареали цих птахів стають все більш ізольованими через фрагментацію середовищ проживання та перетворення водно-болотних угідь на рисові поля. Деякі з цих птахів також трапляються на окраїнах мангрових лісів, що ростуть на західному узбережжі Мадагаскару.
Серед інших рідкісних та майже ендемічних птахів, поширених в екорегіоні, слід відзначити білогрудого роутело (Mesitornis variegatus), рудоголового коуа (Coua ruficeps), сакалаву (Ploceus sakalava) та торотороку (Otus madagascariensis). Ендеміками екорегіону є жовточереві асіті (Philepitta schlegeli), білогорлі ванги-вузькодзьоби (Xenopirostris damii) та цинжійські пастушки-сіродзьоби (Mentocrex beankaensis).
В річках та озерах екорегіону зустрічаються дуже рідкісні мадагаскарські щитоногі черепахи (Erymnochelys madagascariensis), які перебувають на межі зникнення. Цей вид є реліктом Гондвани, оскільки його найближчі родичі мешкають в Південній Америці. В чагарникових та бамбукових заростях регіону зустрічаються мадагаскарські дзьобогруді черепахи. Вони є одними з найбільш рідкісних плазунів світу, а їх популяція становить менше 600 особин. Серед інших ендемічних плазунів, поширених в екорегіоні, слід відзначити хамелеонів — Brookesia bonsi, B. decaryi, B. exarmata, B. perarmata, Furcifer rhinoceratus та F. angeli, геконів — Paroedura vazimba, P. tanjaka, Uroplatus guentheri та Lygodactylus klemmeri, сцинків — Mabuya tandrefana, ящірок — Zonosaurus bemaraha та Z. tsingy і змій — Lycodryas citrinus.

## Збереження
Більшість сухих листяних лісів екорегіону знищені внаслідок діяльності людей, особливо на сході регіону, ближче до Центрального нагір'я. Найбільші масиви збережених лісів зустрічаються поблизу західного узбережжя Мадагаскару, однак вони є значно фрагментованими, і площа більшості з них становить менше 35 км². Основною загрозою для збереження природи регіону є знищення та фрагментація лісів через їх навмисне випалювання з метою очищення земель під поля та пасовища. Водно-болотним угіддям загрожує замулення внаслідок вирубки прилеглих лісів та подальшої ерозії ґрунту, а також перетворення на рисові поля, надмірний вилов риби ти поширення інвазивних видів, таких як водяні гіацинти (Eichhornia crassipes).
Оцінка 2017 року показала, що 5391 км², або 4 % екорегіону, є заповідними територіями. Природоохоронні території включають: Національний парк Анкарафанціка, Національний парк Бає-де-Балі, Національний парк Цінгі-де-Бемараха, Національний парк Монтань-д'Амбр, Національний парк Цінгі-де-Наморока, Природний заповідник Цінгі-де-Бемараха, Спеціальний заповідник Амбохіджанахарі, Спеціальний заповідник Аналамерана, Спеціальний заповідник Анкарана, Спеціальний заповідник Бемаріву, Спеціальний заповідник Бора, Спеціальний заповідник Касіджі, Спеціальний заповідник Манінгоза, Спеціальний заповідник Манонгаріву, Спеціальний заповідник Тампокеца-Аналамаїцу та Заповідник Монтань-дес-Франсе.